# 江夏順行
江夏 順行（えなつ よりゆき、1946年9月21日 - ）は、日本の実業家。霧島酒造株式会社代表取締役社長。

## 人物・経歴
1946年、宮崎県都城市生まれ。1970年、立教大学経済学部卒業。1971年、霧島酒造入社。営業畑を歩き、1977年取締役企画室長、1993年専務。
1996年、父で先代社長の江夏順吉の死去に伴い社長に就任。